# Nekogahara
 (јап. 猫ヶ原), односно Nekogahara: Stray Cat Samurai јапанска је манга серија коју је написао и илустровао Хиројуки Такеи. Мангу је објављивала издавачка кућа Kodansha у свом часопису Shōnen Magazine Edge од 17. септембра 2015, до 17. априла 2018. године. Поглавља су касније сакупљена у пет танкобон тома, и издавана од 15. априла 2016, до 17. маја 2018. године.
У Северној Америци, Kodansha USA је превела мангу на енглески језик и објављивала је од 25. октобра 2016, до 20. новембра 2018. године. 

## Радња
Прича прати Норачија, мачора-самураја који на мачу носи звонце, симбол људског власништва. Једне судбоносне ноћи, када је Норачијо био маца, власников дом је напао „црвени ратник“. Желећи да спаси свог господара, Норачијо је убио уљеза. Међутим, његов власник мистериозно нестаје, и Норачијо постаје луталица, вечно трагајући за својим господарем.

## Главни ликови
Норачијо (Norachiyo) је протагониста манге. Он је вешти самурај, али оронуо и навучен на мачју траву. У младости је изгубио десно око, па му сада лице краси ожиљак у облику звезде. 
Амемура Шорт (Amemura Short) је тиграсти мачор и син шогуна. Међутим, отац га не поштује, па Шорт проводи дане продајући мачју траву. Његово оружје је играчка звана кендама, али касније добија два пиштоља.
Норве Шишивака (Norwe Shishiwaka) је бели мачор и син хришћанског мисионара. Такође је вешт са мачем, али га многи сматрају кукавицом. Као и Шорт, испрва само жели да се докаже свом оцу.

## Списак томова
| Бр. | Првобитни датум издања | Првобитни         | Датум издања на енглеском | на енглеском      |
| --- | ---------------------- | ----------------- | ------------------------- | ----------------- |
| 1   | 15. април 2016.        | 978-4-06-391001-8 | 25. октобар 2016.         | 978-1-63236-365-7 |
| 2   | 17. новембар 2016.     | 978-4-06-391038-4 | 14. фебруар 2017.         | 978-1-63236-396-1 |
| 3   | 16. јун 2017.          | 978-4-06-391077-3 | 17. октобар 2017.         | 978-1-63236-397-8 |
| 4   | 17. мај 2018.          | 978-4-06-511328-8 | 11. септембар 2018.       | 978-1-63236-438-8 |
| 5   | 17. мај 2018.          | 978-4-06-511329-5 | 20. новембар 2018.        | 978-1-63236-503-3 |

## Спољашњи извори
- Валтер, Каин (23. 11. 2016). „Рецензија првог тома”. The Fandom Post.